# Liste des arrêts de la Cour suprême des États-Unis, volume 491
Ceci est une liste des arrêts de la Cour suprême des États-Unis du volume 491 de l’United States Reports :

## Liste
- Pennsylvania v. Union Gas Co., 491 U.S.  1 (1989)
- Will v. Michigan Dept. of State Police, 491 U.S.  58 (1989)
- Quinn v. Millsap, 491 U.S.  95 (1989)
- Michael H. v. Gerald D., 491 U.S.  110 (1989)
- Patterson v. McLean Credit Union, 491 U.S.  164 (1989)
- Dellmuth v. Muth, 491 U.S.  223 (1989)
- Colonial American Life Ins. Co. v. Commissioner, 491 U.S.  244 (1989)
- Carella v. California, 491 U.S.  263 (1989) (per curiam)
- Missouri v. Jenkins, 491 U.S.  274 (1989)
- Consolidated Rail Corporation v. Railway Labor Executives' Assn., 491 U.S.  299 (1989)
- Healy v. Beer Institute, 491 U.S.  324 (1989)
- New Orleans Public Service, Inc. v. Council of City of New Orleans, 491 U.S.  350 (1989)
- Jones v. Thomas, 491 U.S.  376 (1989)
- Texas v. Johnson, 491 U.S.  397 (1989)
- Public Citizen v. Department of Justice, 491 U.S.  440 (1989)
- Pittsburgh & Lake Erie R. Co. v. Railway Labor Executives' Assn., 491 U.S.  490 (1989)
- Florida Star v. B. J. F., 491 U.S.  524 (1989)
- United States v. Zolin, 491 U.S.  554 (1989)
- Massachusetts v. Oakes, 491 U.S.  576 (1989)
- United States v. Monsanto, 491 U.S.  600 (1989)
- Caplin & Drysdale, Chartered v. United States, 491 U.S.  617 (1989)
- Harte-Hanks Communications, Inc. v. Connaughton, 491 U.S.  657 (1989)
- Jett v. Dallas Independent School Dist., 491 U.S.  701 (1989)
- Flight Attendants v. Zipes, 491 U.S.  754 (1989)
- Ward v. Rock Against Racism, 491 U.S.  781 (1989)

## Compléments